# Música de Corea del Norte

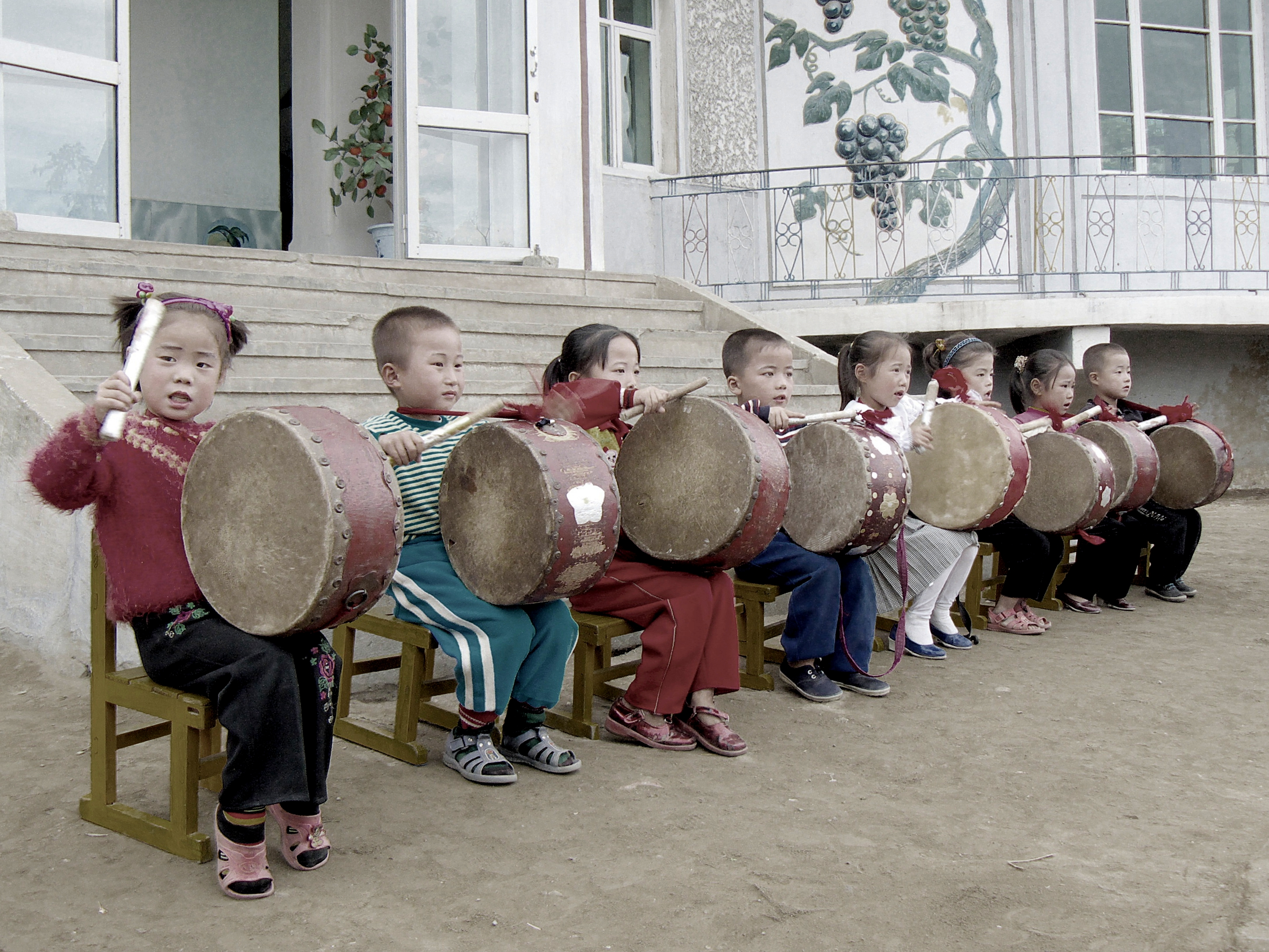
Niños tocando el tambor en la granja cooperativa de Chonsam, en Wonsan, Corea del Norte.

La música de Corea del Norte incluye una amplia gama de artistas populares, pop, instrumentales ligeros, políticos y clásicos. Más allá de la música patriótica y política, grupos populares como el  Ensamble Electrónico de Pochonbo y la  Banda de Moranbong interpretan canciones sobre la vida cotidiana en la RPDC y reinterpretaciones modernas de pop ligero de la música folclórica clásica coreana. La educación musical se enseña ampliamente en las escuelas, y el presidente Kim Il-Sung implementó por primera vez un programa de estudio de instrumentos musicales en 1949 en un orfanato en Mangyongdae. La diplomacia musical también sigue siendo pertinente para la República Popular Democrática de Corea, las delegaciones musicales y culturales han realizado intercambios culturales con China, Francia y Rusia.

## Temática
En Corea del Norte la música juega un papel fundamental dentro de la propaganda política. La letra de canciones se utilizan para transmitir el pensamiento juche como leitmotiv, repitiendo las mismas canciones en festivales, en Mass games, e incluso como música de fondo instrumental, con el propósito de promover nuevas políticas y la unidad del pueblo, del partido y de los líderes de la nación haciendo homenajes al Líder Supremo.

## Bandas, grupos y orquestas de música

### Militar
- Conjunto de danza y canto del Ejército Popular de Corea
- Conjunto de danza y canto de la Armada Popular de Corea[6]
- Conjunto de danza y canto de la Fuerza Aérea Popular de Corea[7]
- Conjunto de canto y danza del Ministerio de Seguridad Popular de la RPDC
- Banda Militar Central del Ejército Popular de Corea
- Banda de marcha militar de mujeres del Departamento de Seguridad Popular de la RPDC[8]
- Coro Nacional del Servicio del Ejército Popular de Corea

### Civiles
- Orquesta de Unhasu[9]
- Orquesta Sinfónica Estatal de la República Popular Democrática de Corea[10]
- Orquesta Sinfónica de Isang Yun[11]
- Conjunto electrónico Pochonbo[12]
- Conjunto de música ligera de Wangjaesan y  la Compañía de Danza Wangjaesan
- Banda de Moranbong[13]
- Banda de Chongbong[14]
- Orquesta Filarmónica Nacional de la República Popular Democrática de Corea
- Filarmónica Juvenil Kim Il-sung
- Orquesta Juvenil Estatal de la República Popular Democrática de Corea
- Compañía de Ópera Phibada
- Orquesta Sinfónica de Pyongyang
- Compañía Nacional de Arte Popular
- Grupos musicales de la Compañía de Arte Mansudae (CAM)[15]
  - CAM Conjunto Instrumental Benemérito de Mujeres[15]
    - CAM Samjiyon Band[16]
      - Samjiyon Orchestra[17]